# Pañamarka
Pañamarca (do quíchua: paña, "direita", marka "vila")  é um dos Sítios arqueológicos do Peru localizado no distrito de Nepeña, na província de Santa, departamento de Ancash, Perú. Construída no final da Cultura Moche 

## Localização
Pañamarca está localizada na margem direita do rio Nepeña, dentro das terras de cultivo da  antiga Fazenda Capellanía.  Construída sobre colinas Pañamarca é formada por um conjunto de construções de adobe, que estão muito próximas entre si e que estavam escalonadas em diversos níveis, que evidentemente foram as fundações de um templo. Na parede principal, estucada com argila e na forma de um friso de tamanho quase natural, havia pinturas com grandes figuras de homens com roupas coloridas, feitas com corantes minerais, em tons uniformes e sem nuances graduais. Em outras paredes apareceram cenas de lutas e figuras mitológicas. 
Acredita-se que as estruturas remanescentes do complexo, de grande porte, sejam fortalezas, pois estão localizadas em locais estratégicos, cercados por muros e com estreitas escadas íngremes. Também podemos notar cinco estradas com largura constante (cerca de 9,8 m), com plataformas paralelas, o que sugere um sistema de transmissão de mensagens. O complexo nos dá uma ideia aproximada de como poderia ter sido um centro Mochica.
A pequena quantidade de "lixo" indica que, no máximo, apenas alguns sacerdotes ou pessoas de alguma importância, com seus agregados e alguns artesãos, viviam no local. O embelezamento refinado das paredes, com desenhos simbólicos e personagens em atitudes de procissão indica, além disso, que os edifícios foram usados para cerimônias religiosas na praça, em datas em que se concentravam moradores de várias partes do vale. Centros cerimoniais como esses contrastam fortemente com os complexos construídos posteriormente que tinham um caráter puramente urbano, nos quais os setores habitacionais coexistiam com os elegantes templos das pirâmides truncadas.

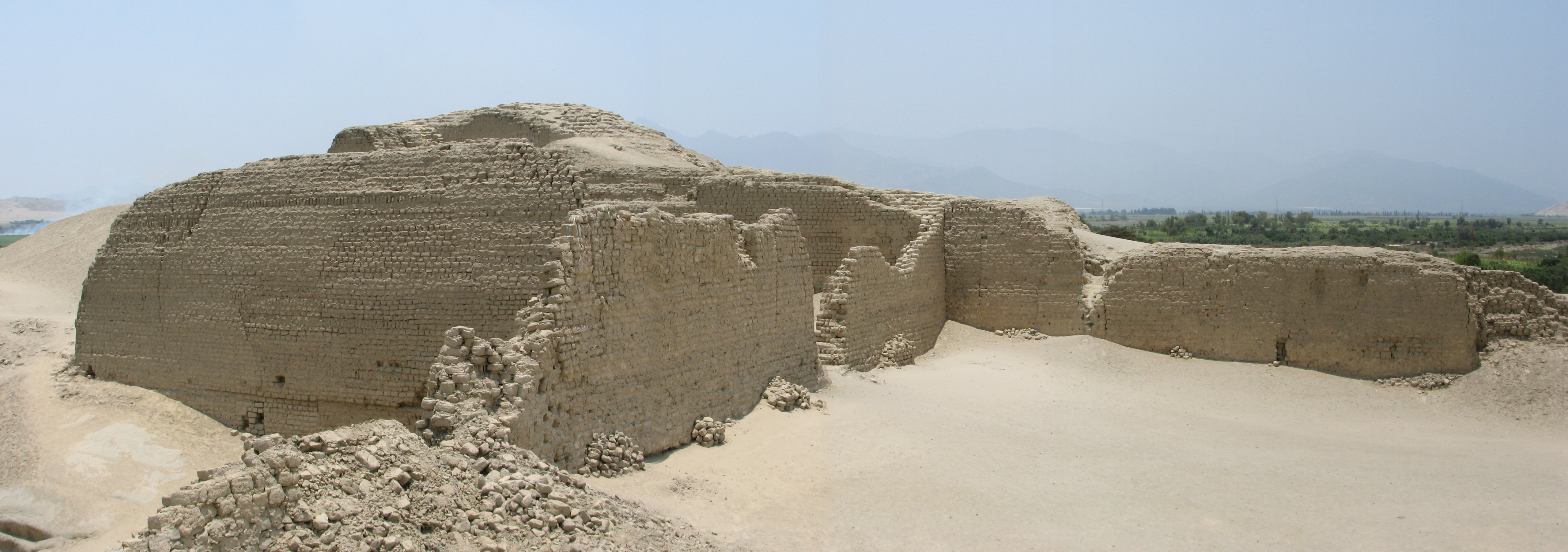
Ruínas do Centro Cerimonial

## Pañamarca e os Moches
Pañamarca foi ocupada durante sua fase final da cultura Moche, a partir de 600 d.C. Durante esse período de permanência, os Moches deixaram para trás artefatos valiosos que nos permitiram estimar como eram seus costumes, exemplo disso eram seus escudos feitos à mão, tecidos com plantas fibrosas com decorações na parte frontal utilizados nas cerimonias religiosas. 
Além disso várias pinturas murais foram escavadas no local, que possuem imagens miméticas que que nos dão noção da identidade religiosa e política da região. As pinturas dos murais são as mesmas encontradas em objetos portáteis, como vasos de cerâmica e em tapeçarias. Esses murais se conectam à Praça Cerimonial, e ao Recinto dos Pilares Pintados. Essas pinturas no templo serviam para ilustrar o comportamento ritual e sua doutrina religiosa. 